# Societat Musical La Unió Filharmònica
Societat Musical La Unió Filharmònica d'Amposta és una entitat musical fundada a Amposta (Montsià) el 1917 per iniciativa d'un grup de músics originaris de la Vall d'Uixó. El primer director fou en Leopoldo Segarra i Miguel, i Bautista Solé i Masia el president de l'entitat. El 1923 van obtenir el primer premi en el Certamen Musical de Bandes de Música a Tarragona.
Hagueren d'interrompre les activitats durant la guerra civil espanyola. Després del conflicte el compositor Agustí Ràfales i Cercós va refer la societat i va recuperar els arxius perduts. L'actual director de la banda és Carles Royo i Baiges, i està integrada en la Federació Catalana de Societats Musicals, de la que en fou entitat fundadora el 1982. També és un centre reconegut d'ensenyaments
Musicals de Grau Elemental i Mitjà i ofereix concerts benèfics per a diverses organitzacions del Montsià. El 1997 va rebre la Creu de Sant Jordi.